# Élections municipales de juillet 1871 à Paris
 (juillet 2020).
Si vous disposez d'ouvrages ou d'articles de référence ou si vous connaissez des sites web de qualité traitant du thème abordé ici, merci de compléter l'article en donnant les références utiles à sa vérifiabilité et en les liant à la section « Notes et références ».

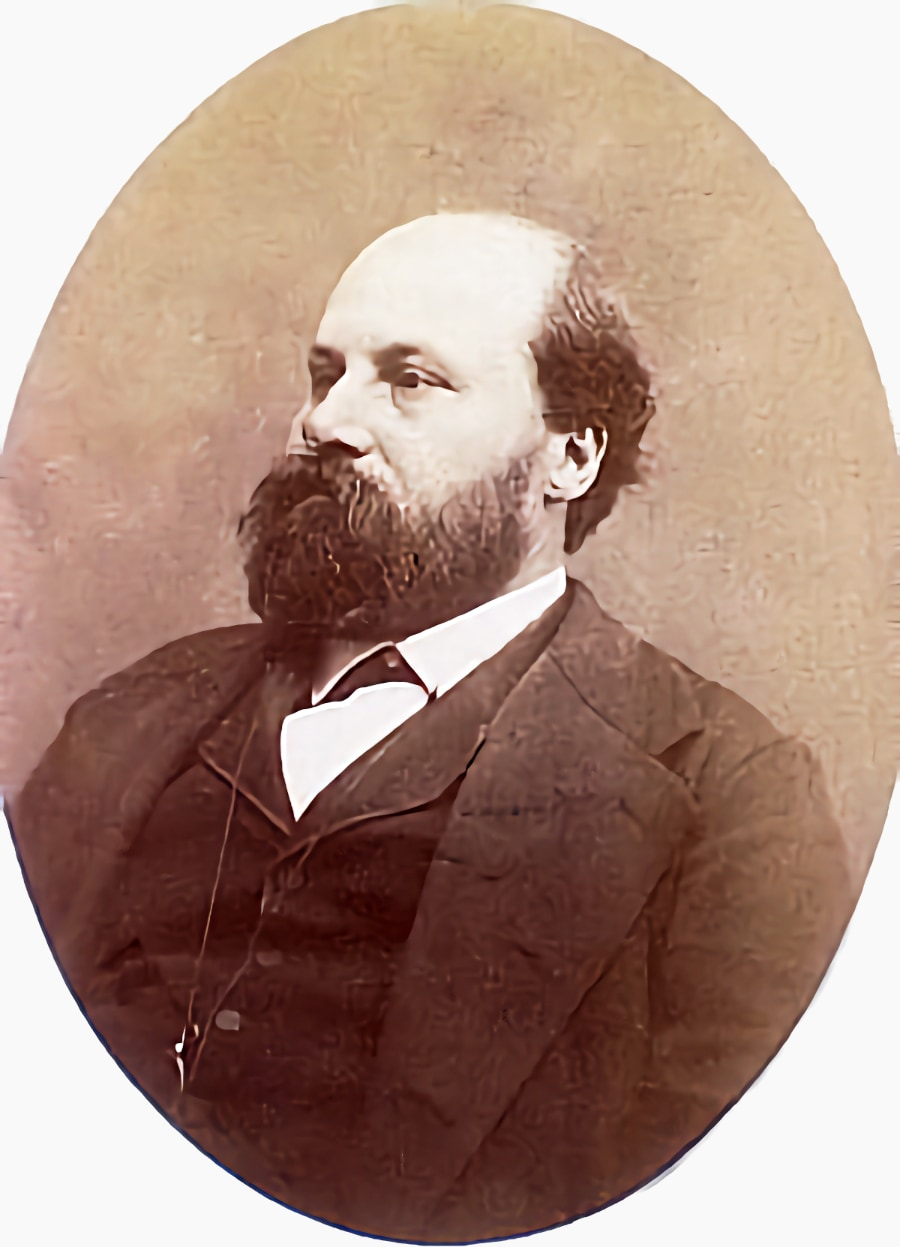
Arthur Ranc. Républicain élu au conseil municipal en juillet 1871, il doit s'exiler en 1873 après avoir été condamné par le Conseil de guerre qui l'accuse d'avoir participé à la Commune.

Les élections municipales à Paris de juillet 1871 sont les troisièmes élections de conseillers municipaux en neuf mois à Paris. Elles succèdent en effet aux élections du 26 mars 1871, qui ont amené la proclamation de la Commune, elle-même écrasée en mai 1871, et aux élections du 5 novembre 1870. De plus, les Parisiens avaient également été sollicités quelques semaines avant pour les élections législatives du 2 juillet.

Radicaux:14, Progressistes:27, Conservateurs: 24, Monarchistes: 14

## Organisation du vote
Le premier tour a lieu le 23 juillet 1871 et le second le 30 juillet. Les règles sont fixées par la loi du 14 avril 1871, promulguée par le gouvernement d'Adolphe Thiers, et qui exclut la fonction de maire de Paris, laquelle ne sera rétablie qu'en 1977. Les listes sont ouvertes aux citoyens français de plus de 21 ans, résidant depuis au moins un an dans la capitale. De nombreuses personnes sont ainsi radiées des listes.
Les conseillers de Paris sont élus pour une durée de trois ans, contrairement à ceux du reste de la France, élus pour une durée de quatre ans. L'élection se fait au scrutin uninominal majoritaire à deux tours dans le cadre du quartier. Chaque quartier administratif dispose ainsi d'un conseiller de Paris.
Les maires et adjoints d’arrondissements sont nommés, conformément à la loi du 14 avril 1871 promulguée par le gouvernement d'Adolphe Thiers et qui prive Paris d'un maire.

## La campagne électorale

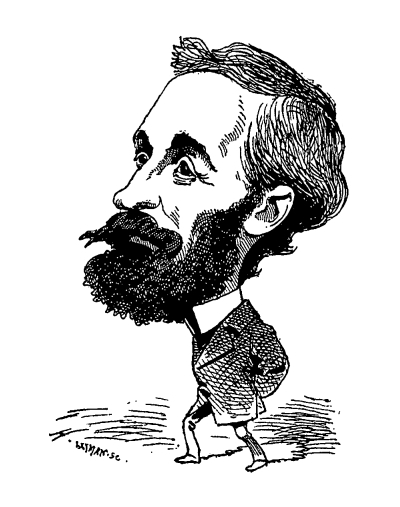
Caricature d'Édouard Lockroy, républicain radical élu au conseil municipal, parue dans Le Trombinoscope de Touchatout en 1874.

La campagne voit s'affronter trois listes, qui présentent parfois plusieurs candidatures dans le même quartier, ainsi que certains candidats indépendants (Édouard Jacques, Harrault, « républicain municipal » qui se présente contre Antoine Révillon, etc.) :
- l'Union parisienne de la presse (UPP), conservatrice et appuyée par 26 journaux, et qui obtient 39,5 % des suffrages exprimés (21 % des inscrits) au premier tour, 39,3 % des votants (20 % des inscrits) au second tour ;
- le comité de la rue Turbigo (CT), nommé d'après son siège, qui rassemble les républicains modérés ;
- la Ligue d'union républicaine des droits de Paris (LUR), constituée au lendemain des élections de mars 1871 par Georges Clemenceau et d'autres maires démissionnaires, qui rassemble les républicains radicaux.

Ces deux dernières listes, républicaines, veulent donner un rôle politique à Paris à l'échelle nationale, ambition qui va de pair avec la fondation de la République, sans toutefois invoquer l'autonomie communale. Cette attitude est par exemple incarnée par Clemenceau, élu à Clignancourt dans le XVIIIe, ou l'ancien préfet Louis Combes. Le Comité de la rue Turbigo proclame ainsi : « C'est seulement dans le triomphe des institutions républicaines que Paris voit la sauvegarde de ses franchises municipales. » Les républicains radicaux évoquent également l'instruction publique et la laïcité.
Au contraire, l'Union parisienne de la presse, composée de notables qui s'expriment par exemple dans Paris-Journal, et fortement opposée à la Commune, veut cantonner le conseil municipal de Paris à la simple fonction d'administration de la ville, lui déniant tout rôle politique sur la scène nationale. Ainsi, dans la Revue des deux Mondes, le philosophe et politique Émile Beaussire s'indigne de la volonté de politiser les municipales.
L'UPP comprend un courant mixte, royaliste et bonapartistes, ainsi qu'un courant de centre-droit, plus libéral et plus ou moins rallié à la République. Parmi les bonapartistes, le notaire Alfred Prestat ; l'ex-adjoint du IXe Léon Ohnet ; Heret ou Hellot, membres de la commission municipale créée par Haussmann ; Victor Gavrel, maire du XIVe sous le Second Empire, etc. Parmi les libéraux-républicains, Trélat (élu au Panthéon), Chevallier, Callon, Raynal... Au sein des soutiens de l'UPP, Villemesant, fondateur du Figaro, mène la charge contre les républicains et le gouvernement d'Adolphe Thiers.
L'UPP, qui obtient en moyenne environ 40 % des voix au premier tour et, en tout, 42 élus sur 80, est implantée en particulier dans les Ier, IIe, VIe, VIIe, VIIIe, IXe, Xe et XVIe arrondissement soit dans des quartiers bourgeois, avec l'élection des monarchistes Louis Binder, Riant, Louis Watel, Félix Dehaynin.
Les républicains, eux, ont obtenu 49 % des suffrages exprimés, soit 26 % des inscrits, étant implantés particulièrement à l'est, dans une partie du centre, et au sud de Paris.

## Résultats

### 1erarrondissement

#### Saint-Germain-l'Auxerrois
| Candidat | Candidat                | Étiquette | Voix  |
| -------- | ----------------------- | --------- | ----- |
|          | Benjamin-Alfred Prestat | UPP       | 877   |
|          | Jules Méline            | CT-LUR    | 640   |
| Inscrits | Inscrits                | Inscrits  | 2 967 |
| Votants  | Votants                 | Votants   | 1 582 |

#### Halles
| Candidat | Candidat            | Étiquette | Voix  |
| -------- | ------------------- | --------- | ----- |
|          | Désiré-Adolphe Adam | CT-LUR    | 2 896 |
|          | Henri Grellou       | UPP       | 1 124 |
|          | Gustave Fould       |           | 300   |
| Inscrits | Inscrits            | Inscrits  | 9 017 |
| Votants  | Votants             | Votants   | 4 514 |

#### Palais-Royal
| Candidat | Candidat                | Étiquette | Voix  |
| -------- | ----------------------- | --------- | ----- |
|          | Hector Bouruet-Aubertot | UPP       | 1 933 |
|          | Le Berquier             |           | 616   |
| Inscrits | Inscrits                | Inscrits  | 5 141 |
| Votants  | Votants                 | Votants   | 2 849 |

#### Place-Vendôme
| Candidat | Candidat        | Étiquette | Voix  |
| -------- | --------------- | --------- | ----- |
|          | Martial Bernard | UPP       | 960   |
|          | Louvel          | CT        | 165   |
|          | Walliet         |           | 157   |
| Inscrits | Inscrits        | Inscrits  | 3 091 |
| Votants  | Votants         | Votants   | 1 601 |

### 2earrondissement

#### Gaillon
| Candidat | Candidat       | Étiquette | Voix  |
| -------- | -------------- | --------- | ----- |
|          | Edmond Joubert | UPP       | 686   |
|          | Truelle        |           | 298   |
|          | Gamard         |           | 88    |
| Inscrits | Inscrits       | Inscrits  | 2 306 |
| Votants  | Votants        | Votants   | 1 357 |

#### Vivienne
| Candidat | Candidat      | Étiquette | Voix  |
| -------- | ------------- | --------- | ----- |
|          | Eugène Louvet | UPP       | 1 025 |
|          | J. Maumy      | CT-LUR    | 427   |
| Inscrits | Inscrits      | Inscrits  | 5 710 |
| Votants  | Votants       | Votants   | 1 625 |

#### Mail
| Candidat | Candidat      | Étiquette | Voix  |
| -------- | ------------- | --------- | ----- |
|          | Ernest Thorel | UPP       | 1 622 |
|          | Chéron        | CT        | 1 139 |
| Inscrits | Inscrits      | Inscrits  | 5 855 |
| Votants  | Votants       | Votants   | 2 823 |

#### Bonne-Nouvelle
| Candidat | Candidat               | Étiquette | Voix  |
| -------- | ---------------------- | --------- | ----- |
|          | Charles Loiseau-Pinson | LUR-CT    | 2 154 |
|          | Carlhian               | UPP       | 802   |
|          | Dubois                 |           | 311   |
| Inscrits | Inscrits               | Inscrits  | 7 563 |
| Votants  | Votants                | Votants   | 3 509 |

### 3earrondissement

#### Arts-et-Métiers
| Candidat | Candidat      | Étiquette | Premier tour | Second tour |
| -------- | ------------- | --------- | ------------ | ----------- |
|          | Jules Piault  | UPP       | 1 332        | 1 356       |
|          | Charles Murat | CT        | 1 158        | 1 603       |
|          | Eugène Cleray | LUR       | 983          | 1 603       |
| Inscrits | Inscrits      | Inscrits  | 6 462        | 6 462       |
| Votants  | Votants       | Votants   | 3 695        | 3 103       |

#### Enfants-Rouges
| Candidat | Candidat                  | Étiquette | Voix  |
| -------- | ------------------------- | --------- | ----- |
|          | Théodore-Jacques Bonvalet | LUR       | 1 841 |
|          | Jules Ranvier             | UPP       | 676   |
|          | Docteur Frère             | CT        | 501   |
| Inscrits | Inscrits                  | Inscrits  | 5 285 |
| Votants  | Votants                   | Votants   | 3 114 |

## Élection du président du conseil municipal

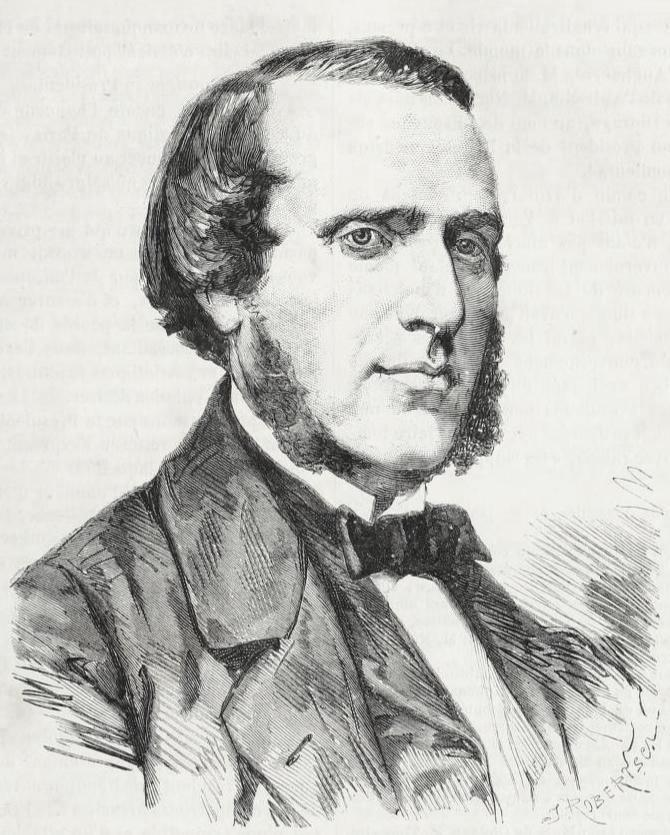
Joseph Vautrain, président du conseil municipal de Paris (août 1871 - janvier 1875).

Le nouveau conseil municipal, composé officiellement de 80 membres (78 en raison de la triple élection de Jules Mottu), pour la plupart républicains (Clemenceau, Édouard Lockroy, Allain-Targé, Arthur Ranc, Jules Mottu, Bonvalet, Louis Combes, Adam...), tient sa première séance le 4 août 1871, sur convocation du préfet de la Seine Léon Say, au Palais du Luxembourg, l'Hôtel de Ville ayant été incendié pendant la Commune. L'ex-maire du IVe arrondissement sous le gouvernement de la Défense nationale, Joseph Vautrain, qui incarne l'aile républicaine voulant toutefois se cantonner à l'administration de la ville, est alors élu président du conseil municipal à 69 voix sur 70 votants, une voix s'étant portée sur Clemenceau.
À l'élection législative partielle de janvier 1872, Vautrain représente l'aile républicaine libérale, soutenant le gouvernement d'Adolphe Thiers, contre la tendance plus radicale incarnée par Victor Hugo. Le président du conseil municipal s'oppose alors à la mise en place de l'instruction publique laïque ainsi qu'à l'amnistie des Communards, cheval de bataille de Clemenceau. Élu, Vautrain cumule alors les fonctions de député de la Seine, conseiller municipal du IVe arrondissement et président du conseil municipal de Paris, poste auquel il est inlassablement reconduit (en mai puis octobre 1872, en février puis mai 1873, enfin, en février puis mai 1874, puis après les municipales de 1874) jusqu'à l'élection de son rival, Clemenceau.

## Composition du conseil municipal

### Élus de l'UPP
Le groupe UPP n'est pas vraiment homogène, puisqu'il regroupe aussi bien des monarchistes et des bonapartistes que des libéraux-républicains de centre-droit.
- Bernard
- Beudant
- Louis Binder (monarchiste)
- Bouruet-Aubertot
- Bouvry
- Bréton-Hachette
- Callon
- Chevallier
- Paul Christofle
- A. Dehaynin
- Félix Dehaynin (monarchiste)
- Depaul
- Delzant
- Dubief
- Férot
- Frémyn
- Gavrel
- Joubert
- Lavocat
- Leclerc
- Leleux
- Loiseau
- Louvet
- Mallet
- Meunier
- Ohnet
- Paymal
- Perrin
- Piat
- Prestat
- Pretet
- Puteaux
- Raynal
- Riant
- Rondelet
- Saglier
- Thomas
- Thorel
- Topart
- Tranchant
- Ulysse Trélat (élu au Panthéon, quarante-huitard, républicain libéral)
- Louis Watel (monarchiste)

### Républicains modérés
Ces sept élus républicains modérés, reconnus par le Comité de la rue Turbigo, seront rejoints après les élections par plusieurs autres élus, l'axe modéré s'agrandissant ainsi.
- Adam
- Baudouin
- Blanche
- Desouches
- Ernest Goüin
- Leveillée
- Joseph Vautrain (élu président du conseil municipal)

### Républicains radicaux
- Allain-Targé
- Arrault
- Bonvalet
- Braleret
- Cantagrel
- Georges Clemenceau (élu dans le quartier de Clignancourt, XVIIIe)
- Collin
- Louis Combes
- Denizot
- Dumas
- Dupuis
- Ferré
- Frébault
- Gilles
- Édouard Jacques
- Jobbé-Duval (peintre, quarante-huitard et qui aurait participé à la Commune, élu dans le XVe)
- Édouard Lockroy
- Charles Loiseau-Pinson
- Pierre Marmottan (médecin élu au Conseil de la Commune puis démissionnaire ; élu maire du XVIe, flanqué de trois conseillers municipaux de droite))
- Maublanc
- Métivier
- Jules Mottu (élu 3 fois)
- Murat
- Périnelle
- Arthur Ranc (contraint à l'exil en 1873)
- Richard
- Rigaud
- Séraphin
- Vauthier

## Sources
- Yvan Combeau, Paris et les élections municipales sous la Troisième République : la scène capitale dans la vie politique française, éd. L'Harmattan, 1998,  (ISBN 9782738463074)
- Nobuhito Nagaï, « Chapitre III. Évolution politique du conseil municipal de Paris de 1871 à 1914 », dans Les conseillers municipaux de Paris sous la Troisième République (1871-1914), Éditions de la Sorbonne, coll. « Histoire de la France aux XIXe et XXe siècles », 21 mars 2017 (ISBN 978-2-85944-855-4, lire en ligne), p. 47–74